# Jacques Couturier
Pour les articles homonymes, voir Couturier.
Jacques Couturier, né le 10 avril 1924 à Nantes et mort le 18 mai 2022 à Montaigu,, est un acteur français qui s'illustra également sur le petit écran dans des séries comme Le Temps des copains, Les Boussardel. Il campa le rôle du prince noir dans dix épisodes de Thierry la Fronde.

## Biographie
Il travailla à Nantes, où il fonda et dirigea la compagnie du Petit-Colombier (incorporée en 1960 dans le Théâtre dramatique populaire de Nantes), et fut professeur d'art dramatique au Conservatoire National de Région de Nantes des années Cinquante aux années Quatre-vingt, où il compte parmi ses élèves Victor Haïm, Nicolas Silberg, Jean-Luc Tardieu, Thierry Fortineau...  
Il fut co-directeur avec Loïc Volard de la maison de la culture de Loire-Atlantique à partir de 1975.

## Filmographie

### Cinéma
- 1954 : Le Comte de Monte-Cristo de Robert Vernay : un gentilhomme (2)
- 1958 : Ni vu... Ni connu... d'Yves Robert : le gendarme
- 1959 : Drôles de phénomènes de Robert Vernay
- 1959 : Archimède le clochard de Gilles Grangier : un homme sandwich
- 1965 : Les Pieds dans le plâtre de Jacques Fabbri et Pierre Lary
- 1971 : Un cave de Gilles Grangier

### Télévision
- 1961 : Le Temps des copains de Jean Canolle et Robert Guez : Monsieur Espannet
- 1966 : Au théâtre ce soir : La Grande Oreille de Pierre-Aristide Bréal, mise en scène Jacques Fabbri, réalisation Georges Folgoas, Théâtre Marigny
- 1968 : Les Demoiselles de Suresnes, série de Pierre Goutas
- 1970 : Au théâtre ce soir : Les Joyeuses Commères de Windsor de William Shakespeare, mise en scène Jacques Fabbri, réalisation Pierre Sabbagh, Théâtre Marigny
- 1972 : Talleyrand ou Le Sphinx incompris de Jean-Paul Roux
- 1972 : Les Boussardel, mini-série réalisée par René Lucot adaptée de la suite romanesque Les Boussardel de Philippe Hériat
- 1973 : Pour Vermeer de Jacques Pierre

## Théâtre
- 1952 : La Jacquerie de Prosper Mérimée, mise en scène Clément Harari, Théâtre Charles de Rochefort
- 1953 : Sens interdit d'Armand Salacrou, mise en scène Michel de Ré, Théâtre du Quartier Latin
- 1959 : La Jument du roi de Jean Canolle, mise en scène Jacques Fabbri, Théâtre de Paris
- 1959 : Spectacle Jean Tardieu, mise en scène Jacques Polieri,   Théâtre de l'Alliance française